# Olivier Mazerolle
Pour les articles homonymes, voir Mazerolle.
Olivier Mazerolle, né le 28 octobre 1942 à Marseille, est un journaliste français.
Il est notamment connu pour sa présentation de l'émission 100 minutes pour convaincre de 2002 à 2005 sur France 2, du journal de 20 h sur la chaîne d'information en continu BFM TV en 2005 et son travail d'éditorialiste politique sur la même chaîne en 2008.

## Biographie

### Débuts
Olivier Mazerolle est d'abord chroniqueur judiciaire sur Europe 1 de 1965 à 1970. Il est aussi un des journalistes qui commentent les événements de Mai 68 pour la même station. Il rejoint ensuite la rédaction de RMC où il se voit rapidement confier des responsabilités (présentateur des journaux du matin puis chef du service Étranger en 1973 et rédacteur en chef adjoint en 1977).

### 1980-2001: RTL
En 1980, Olivier Mazerolle entre à RTL, où il prend la direction du service Étranger. En 1986, il devient directeur de l'information de la station puis directeur général adjoint en mars 2000. Il coprésente de 1993 à 2001 Le Grand Jury RTL-Le Monde-LCI, ainsi que l'interview politique du matin à 7 h 50 de 1996 à 2001 (il est ensuite remplacé à ce poste par Ruth Elkrief, qu'il retrouvera quelques années plus tard à BFM TV). 
Début 2001, alors que les audiences de RTL sont en baisse, Mazerolle, qui est l'un des trois responsables du départ de l’antenne de Philippe Bouvard, l'animateur des Grosses Têtes, quitte la station. Il est remplacé par Noël Couëdel, jusque-là directeur de la rédaction du quotidien Le Parisien.

### 2001-2005: France 2
Le 26 mars 2001, Olivier Mazerolle remplace Pierre-Henri Arnstam (en poste depuis juin 1998 à la direction de l'information de France 2), avec pour lourde tâche de redresser les audiences des journaux de la chaîne, notamment celui du 13 heures. En juin 2001, il débauche David Pujadas de LCI pour présenter le journal de 20 heures de France 2. Ce dernier parvient à réduire un peu les écarts d'audiences avec le journal de TF1.
De 2001 à 2002, il présente avec Alain Duhamel Question ouverte, une interview politique hebdomadaire diffusée après le journal de 20 heures. En septembre 2002, il crée 100 minutes pour convaincre, un rendez-vous politique mensuel en première partie de soirée, dont les audiences sont très variables en fonction de l'actualité et des invités. Le premier numéro avec le Premier ministre, Jean-Pierre Raffarin, rassemble plus de 5 millions de téléspectateurs mais le record d'audience de l'émission est établi en décembre 2003 à 7,7 millions de téléspectateurs, lors d'un face-à-face Nicolas Sarkozy - Jean-Marie Le Pen.
Le 11 février 2004, il présente sa démission à la suite d'une information erronée annoncée en direct, à sa demande, par David Pujadas, concernant l'avenir politique d'Alain Juppé : le 3 février 2004, France 2 annonce le retrait de la vie politique de l'ancien Premier Ministre, alors que celui-ci affirme le contraire au même moment en direct sur TF1 où il est l'invité du journal de 20 heures. Arlette Chabot le remplace à la tête de la rédaction de France 2. Il reste cependant sur la chaîne en continuant à présenter 100 minutes pour convaincre (remplacé à la rentrée 2005 par À vous de juger) et Question ouverte.

### 2005-2013: BFM TV
En novembre 2005, il participe au lancement de la chaîne d'information en continu à vocation économique BFM TV, sur la TNT. Dès le 28 novembre 2005, il présente le journal de 20h, puis il présente une grande interview à 20 h 30 une ou plusieurs personnalités dans Mazerolle Direct (rediffusion à 22 h 30).
Avec la mise en place de la version 2 de la chaîne, le 9 mai 2006, il se voit confirmé dans la tranche 20 h-21 h : il est entouré de Stéphanie de Muru (les journaux) et Julian Bugier (l'info économique), et poursuit son interview à 20 h 30. À la rentrée de septembre 2006, Mazerolle Direct est transformée en Journal de campagne en vue de l'élection présidentielle française de 2007. Il ne présente plus que ce rendez-vous de 30 minutes sur la campagne électorale du lundi au vendredi à 20 h 30.
Avec la mise en place de la version 3 de la chaîne, le 4 juin 2007, il retrouve la case 20 h-21 h avec un grand journal télévisé intitulé 20 h Mazerolle qu'il présente du lundi au jeudi. Depuis janvier 2008, il présente également La Tribune BFM avec Ruth Elkrief et Hedwige Chevrillon, le dimanche de 18 h à 19 h.
En septembre 2008, tout en poursuivant La Tribune BFM-Dailymotion le dimanche soir, il devient éditorialiste politique tandis que le journal de 20 heures est repris par Thomas Sotto (qui anime cette nouvelle édition du QG après celle de 18 h)[réf. nécessaire].
En mai 2010, il annonce la composition du gouvernement François Fillon (3) une heure et demie avant son officialisation.
En janvier 2011, il présente BFM TV 2012 Le Point-RMC le dimanche de 18 h à 20 h, qui est renommé BFM Politique Le Point-RMC en août 2012, toujours sur la même chaîne. 
Il quitte ses fonctions en mars 2013, embauché par Bernard Tapie comme directeur de la rédaction et rédacteur en chef au quotidien méridional La Provence.

### 2013-2014:La Provence
Bernard Tapie rachète le journal La Provence en 2013 et Olivier Mazerolle en devient directeur de la rédaction le 2 avril 2013. Son ambition est de faire perdurer sa ligne éditoriale régionale. Il y lance également son propre journal, le 18:18.
En mars 2014, Bernard Tapie annonce être irrité par l'attitude complaisante d'Olivier Mazerolle dans son style éditorial vis-à-vis de son opposant politique Patrick Mennucci.
En octobre 2014, il quitte la direction de la rédaction de La Provence, étant trop devenu engagé dans ses nouveaux projets avec RTL, mais il accepte de continuer l'édition d'une pleine page d'infos tous les dimanches. Claude Perrier lui succède.

### 2015: retour à RTL
Depuis le 24 août 2015, il anime L'invité de RTL, l'interview politique du lundi au vendredi à 7 h 50 sur RTL à la place de Jean-Michel Aphatie parti sur Europe 1.
Le 3 septembre 2015, il déclenche une polémique lors d'une interview de la nouvelle ministre du Travail Myriam El Khomri lorsqu'il tente de l'intimider autour de ses origines marocaines,,. 
En juin 2016, durant le Championnat d'Europe de football, il interpelle le porte-parole du gouvernement Stéphane Le Foll sur la sécurité dans les stades de football en brandissant la photo d'un supporter dans un stade armé d'une pelle, alors qu'il ne s'agit que d'un photomontage humoristique qui circule sur internet.
Aux commandes de l'Interview Politique, il échange son poste sur la station RTL, à la rentrée 2016, avec Élizabeth Martichoux, animatrice du Grand Jury.
Le 3 septembre 2017, Benjamin Sportouch prend les commandes du Grand Jury, succédant à Olivier Mazerolle, ce dernier venant dorénavant enrichir l'offre éditoriale de RTL.

## Publications
- Vue imprenable sur la campagne présidentielle : dans les coulisses avec les candidats, Paris, Éditions Hugo & Cie, 14 janvier 2012, 236 p. (ISBN 978-2-7556-0927-1)
- La curiosité est un défaut impardonnable : Souvenirs, L'Archpel, septembre 2020 (ISBN 9782809828511)